# Le Temps (Frankreich)

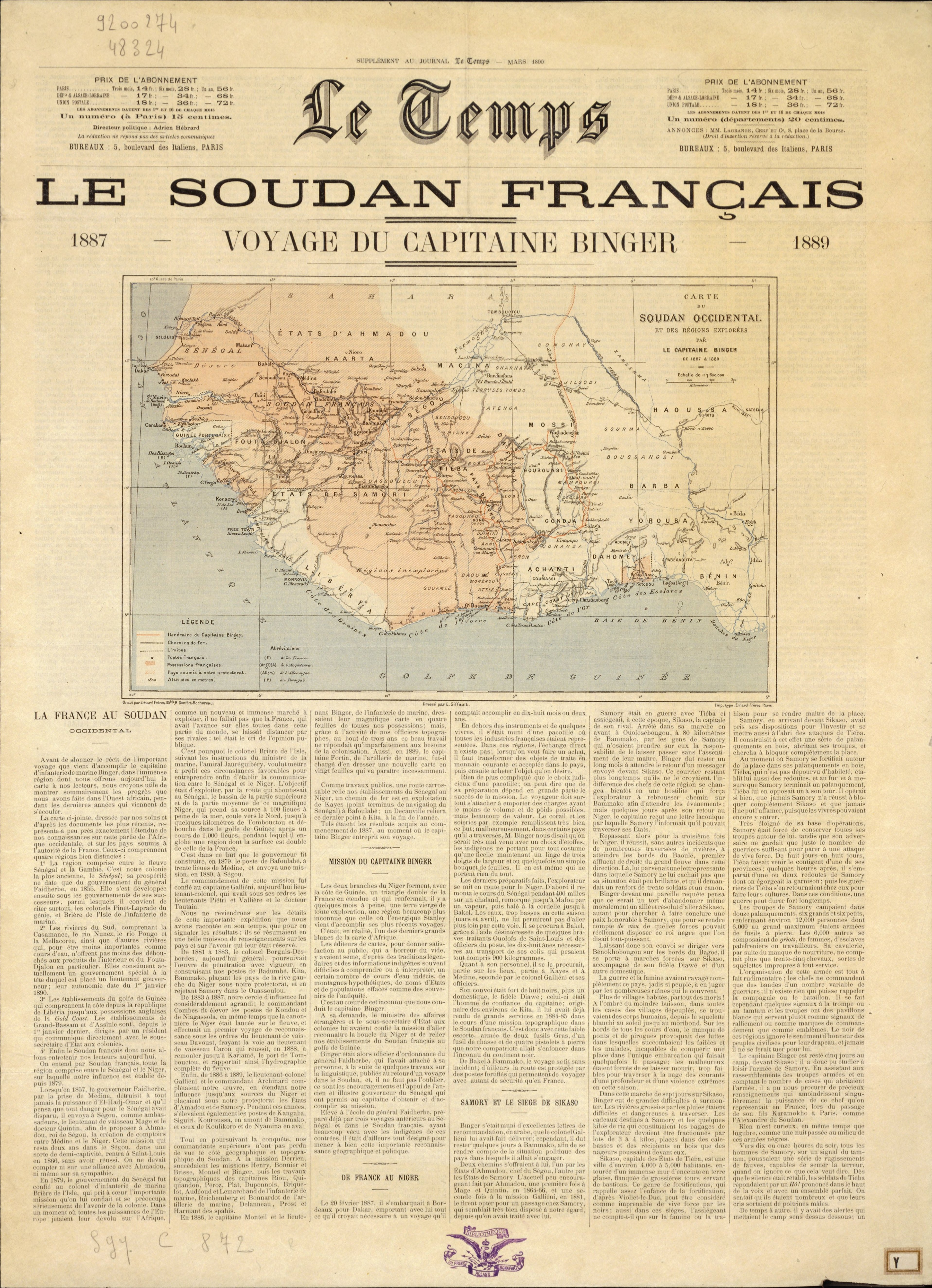
Hauptseite von Le Temps, März 1890

Le Temps (frz. Die Zeit) war eine einflussreiche französische Tageszeitung. Sie erschien vom 25. April 1861 bis zum 30. November 1942 in Paris. Gründer waren Edmund Chojecki und Auguste Nefftzer.
Le Temps war eine der wichtigsten, wenn nicht sogar die zentrale Tageszeitung der Dritten Republik, deren größte Konkurrenten der bis heute erscheinende Figaro und das Journal des débats waren. Le Temps legte großen Wert auf politische Unabhängigkeit und war vor allem in den ersten Jahren durch den Protestantismus Nefftzers geprägt. Die Zeitung war daher in ihrer Grundausrichtung republikanisch und laizistisch bzw. antiklerikal. Innerhalb des republikanischen Lagers war sie eher dem konservativen Flügel zuzurechnen.
Nach dem Zweiten Weltkrieg wurde die Zeitung der Kollaboration bezichtigt und ihr Bürogebäude sowie die gesamte Ausstattung beschlagnahmt. Die 1944 gegründete Le Monde profitierte davon und übernahm von Le Temps das Gebäude sowie deren Erscheinungsformat und Typographie.